# یاگوام
یاگوام شهری در شهرستان رامونگو در استان بولکیمده در بورکینافاسوی غربی مرکزی است جمعیت آن ۱۲۴۱ نفر است.